# Жорж Бизе
Жорж Бизе (фр. Georges Bizet; Париз, Француска, 25. октобар 1838 — Буживал, Француска, 3. јун 1875) био је француски композитор и пијаниста. Његово најпознатије дело је опера под називом „Кармен“.

## Биографија
Жорж Бизе је рођен у Паризу, у цењеној музичкој породици, под именом Александар Цезар Леополд Бизе (Alexandre-César-Léopold Bizet), али убрзо после крштења добија име Жорж по коме ће остати познат и до данашњих дана. Као чудо од детета бива примљен у престижни Париски музички конзерваторијум, са непуних десет година, где је учио клавир и композицију и тамо редовно добијао награде за своја дела.
Године 1857. добио је награду од Жака Офенбаха за оперу „La docteur Miracle“ и тако осваја школарину за наставак учења. У складу са правилима школарине, студије је похађао у Риму три године. Тамо је и написао једну од својих познатих опера „Don Procopio“.
Осим те три године у Риму, Бизе је провео цео свој живот у Паризу.
По завршетку студија вратио се у Француску и наставио да компонује. Убрзо после његовог повратка, умрла му је мајка. Године 1863, написао је оперу „Ловци на бисере“ (Les pêcheurs de perles) за позориште „Lyrique“. Током овог времена Бизе је такође написао и дела „La jolie fille de Perth“, познату „L'arlésienne“ (написана као случајна музика за представу) и композицију за клавир „Дечје игре“ (Jeux d'enfants). Такође је написао и романтичну оперу „Djamileh“, која се и данас види као претходница опере „Кармен“. Бизеова прва симфонија, „Симфонија са високим C“, написана је у Париском конзерваторијуму када је Бизеу било 17 година, и то као школски задатак. Откривена је тек 1935. у архивама библиотеке музичког конзерваторијума. После свог првог извођења, одмах је проглашена као ремек-дело тада младог композитора.
Најпознатије дело Жорж Бизеа је свакако „Кармен“ из 1875. која је заснована на роману (издатом 1846) који је написао Проспер Мериме. Према утицају Ђузепеа Вердија, главна улога је била мецосопран (mezzo - пола). „Кармен“ није одмах постигла успех, и Бизе је био разочаран, али за утеху похвала је брзо дошла од колега композитора као што су Камиј Сен-Санс, Петар Иљич Чајковски и Клод Дебиси, који су одмах препознали њену лепоту. Убрзо је и публика почела да дели исто мишљење, и „Кармен“ постаје једна од најпопуларнијих опера у историји.
Бизе је дуго патио од ангине пекторис, и није стигао уживати у слави коју му је донела „Кармен“. Само неколико месеци после првог извођења, на своју шесту годишњицу брака, са својих 36 година, преминуо је. Покопан је на гробљу „Пер Лашез“ у Паризу.

## Музика

### Рани радови
Бизеове најраније композиције, углавном песме и комади за клавијатуре написани као вежбе, дају ране индикације о његовој снази у настајању и његовим талентима као мелодисте. Дин види доказе у клавирском делу Романса без речи, написаном пре 1854, о „споју мелодије, ритма и пратње“ који је карактеристичан за Бизеова зрела дела. Бизеов први оркестарски комад била је увертира написана 1855. у маниру Росинијевог Виљема Тел. Критичари су га сматрали неупадљивим, мада су Симфонију у Ц из исте године с топлином хвалили каснији коментатори који су направили повољна поређења са Моцартом и Шубертом. По Диновом мишљењу, симфонија има „мало ривала, и вероватно нема супериорнијег дела у стваралаштву било ког композитора такве младости“. Критичар Ернест Њуман сугерише да је Бизе у то време можда мислио да је његова будућност у пољу инструменталне музике, пре него што га је „унутрашњи глас“ (и реалност француског музичког света) окренуо ка сцени.

### Оркестарска, клавирска и вокална дела
После његове ране Симфоније у Ц, Бизеов чисто оркестарски рад је оскудан. Ромска симфонија на којој је радио више од осам година, по Диновом мишљењу, слабо се пореди са својом малолетном претходницом. То дело, каже Дин, делом дугује Гуноу и садржи одломке који подсећају на Вебера и Менделсона. Међутим, Дин тврди да дело пати од лоше организације и вишка претенциозне музике; он то назива „затајивањем“. Друго Бизеово зрело оркестарско дело, увертира Patrie, одбацује се на сличан начин: „ужасно упозорење на опасност мешања уметности са патриотизмом“.
Музиколог Хју Макдоналд тврди да се Бизеова најбоља оркестарска музика налази у свитама које је произвео из 12 ставова Jeux d’enfants за клавир у четири руке (1871) и музике за сцену за Додетов комад L’Arlésienne (1872): Jeux је резултирао Petite suite из 1873. године, која има пет ставова (Marche—Berceuse—Impromptu—Duo—Galop), док је музика за сцену резултирала са две свите, једну из године премијере коју је саставио Бизе (Prélude—Menuet—Adagietto—Carillon) и другу из 1879. који је постхумно саставио Гиро (Pastorale—Intermezzo—Menuet—Farandole). Према Макдоналду, у сва три дела Бизе показује зрелост стила који би, да је дуже живео, могао бити основа за будућа велика оркестарска дела.
Бизеова клавирска дела нису ушла на репертоар концертних пијаниста и генерално су претешка за покушаје аматера. Изузетак је горе описана дуетска свита Jeux d’enfants; овде Бизе избегава виртуозне пасусе који тако доминирају његовом соло музиком. Рани соло комади носе утицај Шопена; каснија дела, као што су Variations chromatiques или Chasse fantastique, више дугују Листу.
Већина Бизеових песама настала је у периоду 1866–68. Дин дефинише главне слабости у овим песмама као немаштовито понављање исте музике за сваки стих и склоност да се пише за оркестар, а не за глас. Велики део Бизеове вокалне музике већег обима је изгубљен; рани Te Deum, који је преживео у потпуности, Дин је одбацио као „јадно дело [које] само илуструје Бизеову неспособност да пише религиозну музику“.

## Занимљиви догађаји
Почев од тога да је био право „чудо од детета“, примљен је на Париски конзерваторијум са непуних десет година и за своје композиције је редовно добијао награде. Једна од њих била је и „Prix de Rome“, која је подразумевала студирање у Риму у периоду од три године. Пре него што је кренуо за Рим, Бизе је замолио свог професора да му напише писмо препоруке за чувеног композитора Меркадантеа, који је у то време био директор Конзерваторијума у Напуљу. Са писмом у џепу, кренуо је за Италију. Прошло је пуно времена пре него што је Бизе коначно одлучио да се јави Меркадантеу. Потражио је писмо препоруке које је добио од свог професора. Међутим, нешто му није дало мира и он је одлучио да отвори писмо и сазна какву препоруку је његов професор написао.
Садржина писма била је следећа:
Мој драги пријатељу Меркаданте, 
Желим да ти препоручим једног мог ученика, господина Жоржа Бизеа. Он је заиста диван младић, интелигентан, добро васпитан, симпатичан и дружељубив. Сасвим сам сигуран да ће ти се допасти. 
Заувек твој, Карафа 
П. С. Бизе на жалост нема ни мало музичког талента.